# Латкино
Латкино — деревня в Марёвском муниципальном районе Новгородской области, входит в состав Молвотицкого сельского поселения.

## География
Деревня расположена на правом берегу реки Пола, в 12,6 км к западу от административного центра сельского поселения — села Молвотицы.

## История
О древнем заселении здешних мест свидетельствуют памятник археологии напротив деревни, на левом берегу реки Пола: курганная группа (6 насыпей) VI—IX вв.
В списке населённых мест Демянского уезда Новгородской губернии за 1909 год деревня Латкино (число жителей — 119), что указана на земле Бельского сельского общества, была на территории Моисеевской волости. Постановлением Демянского уисполкома от 18 июля 1918 года была образована Новорусская волость, в состав которой вошла деревня Латкино, затем эта волость, 23 июня 1920 года была упразднена, путём присоединены к Моисеевской волости. Затем, с августа 1927 года, деревня в составе Новорусского сельсовета новообразованного Молвотицкого района новообразованного Новгородского округа в составе переименованной из Северо-Западной в Ленинградскую области. По постановлению ЦИК и СНК СССР от 23 июля 1930 года Новгородский округ был упразднён, а район перешёл в прямое подчинение Леноблисполкому. Германская оккупация — в 1941—1942 гг. С 1942 года в деревне есть братская могила советских воинов. Указом Президиума Верховного Совета РСФСР от 19 февраля 1944 года райцентр Молвотицкого района был перенесён из села Молвотицы в село Марёво. Указом Президиума Верховного Совета СССР от 5 июля 1944 года была образована Новгородская область и Молвотицкий район вошёл в её состав.
Решением Новгородского облисполкома № 359 от 8 июня 1954 года Новорусский сельсовет был упразднён — присоединён к Липьевскому сельсовету, затем решением Новгородского облисполкома № 366 от 21 июня 1954 года, деревня Латкино, в числе прочих была передана в состав Новодеревенского сельсовета, затем решением Новгородского облисполкома № 857 от 30 декабря 1956 года, деревня Латкино, в числе прочих была перечислена во вновь образованный Новорусский сельсовет.
Во время неудавшейся всесоюзной реформы по делению на сельские и промышленные районы и парторганизации, в соответствии с решениями ноябрьского (1962 года) пленума ЦК КПСС «о перестройке партийного руководства народным хозяйством» с 10 декабря 1962 года был образован крупный Демянский сельский район, а административный Молвотицкий район 1 февраля 1963 года был упразднён. Новорусский сельсовет тогда вошёл в состав Демянского сельского района. Пленум ЦК КПСС, состоявшийся 16 ноября 1964 года восстановил прежний принцип партийного руководства народным хозяйством, после чего Указом Верховного Совета РСФСР от 12 января 1965 года сельские районы были преобразованы вновь в административные районы и решением Новгородского облисполкома № 6 от 14 января 1965 года Новорусский сельсовет и деревня в Демянском районе. В соответствие решению Новгородского облисполкома № 706 от 31 декабря 1966 года Новорусский сельсовет и деревня из Демянского района были переданы во вновь созданный Марёвский район.
После прекращения деятельности Новорусского сельского Совета в начале 1990-х стала действовать Администрация Новорусского сельсовета, которая была упразднена в начале 2006 года и деревня Латкино, по результатам муниципальной реформы вошла в состав муниципального образования — Молвотицкое сельское поселение Марёвского муниципального района (местное самоуправление), по административно-территориальному устройству подчинена администрации Молвотицкого сельского поселения Марёвского района.

## Население
| 2010 | 2012 | 2013 | 2014 | 2015 | 2016 |
| ---- | ---- | ---- | ---- | ---- | ---- |
| 2    | →2   | ↘0   | ↗2   | →2   | →2   |

### Национальный состав
По переписи населения 2002 года, в деревне Латкино проживали 4 человека (все русские)